# Wolfgang Henning
Wolfgang Henning (* 3. Juni 1943 in Oppeln, Oberschlesien; † 20. Juni 2007) war ein deutscher Fußballschiedsrichter in der DDR.

## Leben
Als gelernter Schiffbauer sowie Druckerei-Inhaber wurde der später als Polizei-Hauptkommissar und Sachgebietsleiter der Kfz-Zulassungsstelle Rostock tätige Henning ab 1968 Schiedsrichter des FC Hansa Rostock im Deutschen Fußball-Verband der DDR. Am 20. August 1977 fungierte Henning in der Partie 1. FC Union Berlin gegen die BSG Chemie Böhlen erstmals als Schiedsrichter in der Oberliga als höchster ostdeutscher Spielklasse. Im FDGB-Pokal leitete er unter anderem das Pokalfinale 1984 zwischen Dynamo Dresden und dem BFC Dynamo (2:1), in dessen Folge er wegen eines umstrittenen Strafstoßes, der zum zwischenzeitlichen 2:0-Spielstand führte, für ein Jahr von allen internationalen Spielen suspendiert wurde. Nach insgesamt 1.231 geleiteten Partien, darunter 126 in der Oberliga, zwei U-21-Länderspielen, 16 Spielen von Nachwuchs-Auswahlteams sowie 32 Einsätzen als Linienrichter bei Weltmeisterschafts-, Europameisterschafts- und Europacupduellen, legte Hennings aufgrund des Erreichens der Altersgrenze 1991 sein Schiedsrichteramt nieder, blieb dem Fußball als Schiedsrichterbeobachter des Nordostdeutschen Fußballverbandes jedoch weiter verbunden. Henning galt als renommiertester Schiedsrichter des FC Hansa in der DDR und einer der wenigen Oberliga-Schiedsrichter aus Mecklenburg-Vorpommern. Er verstarb am 20. Juni 2007 im Alter von 64 Jahren nach schwerer Krankheit.